# Xã Penn, Quận Clearfield, Pennsylvania
Xã Penn (tiếng Anh: Penn Township) là một xã thuộc quận Clearfield, tiểu bang Pennsylvania, Hoa Kỳ. Năm 2010, dân số của xã này là 1.264 người.